# Houston Film Critics Society Awards 2012
6. ročník předávání cen organizace Houston Film Critics Society se konal dne 5. ledna 2013.

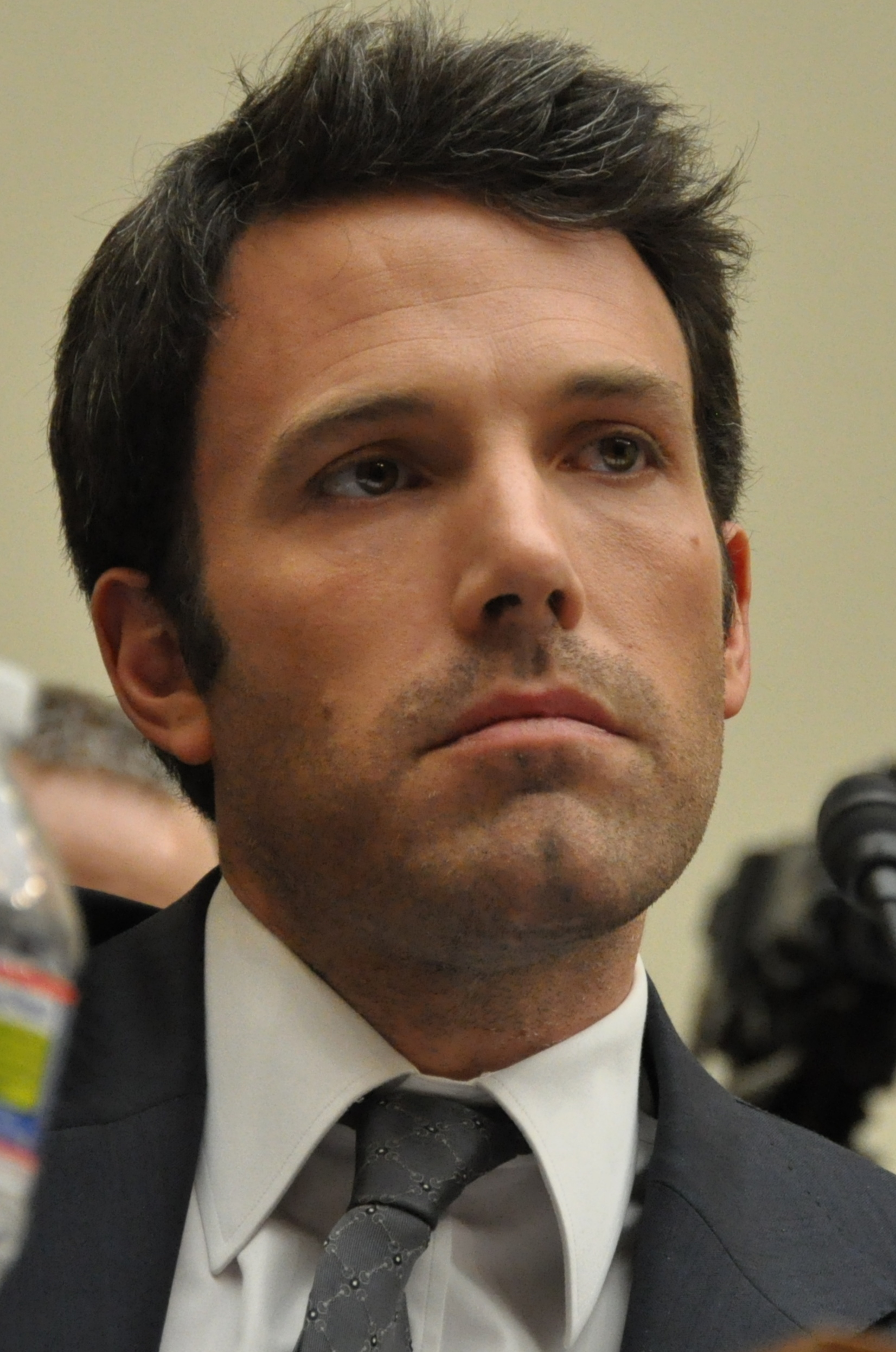
Ben Affleck vítěz v kategorii nejlepší režie

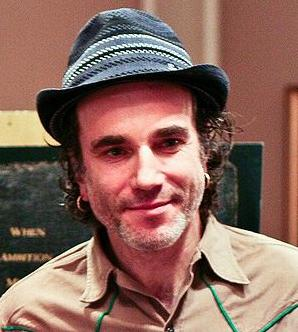
Daniel Day-Lewis vítěz v kategorii nejlepší mužský herecký výkon v hlavní roli

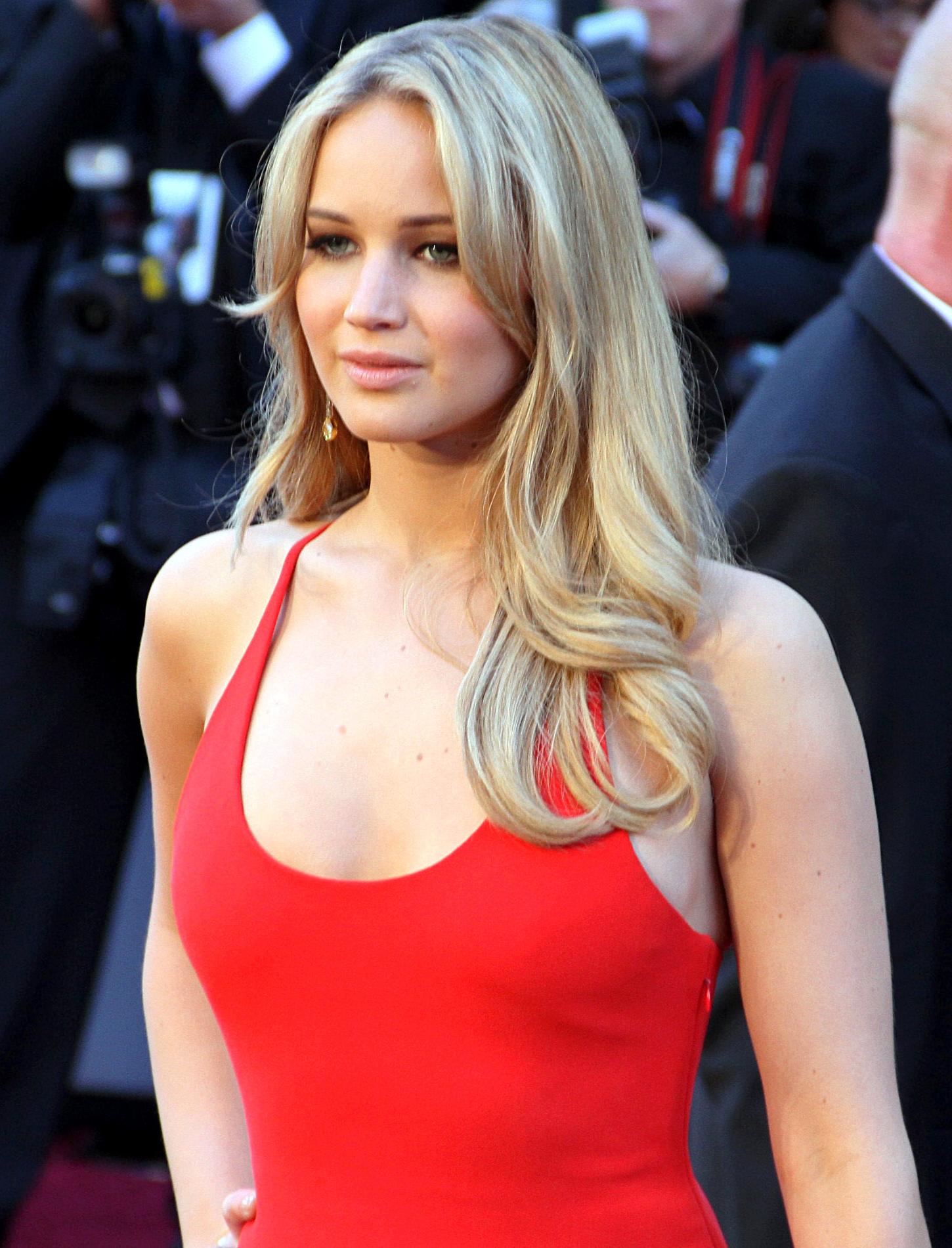
Jennifer Lawrenceová vítězka v kategorii nejlepší ženský herecký výkon v hlavní roli

## Vítězové a nominovaní

### Nejlepší film
Argo
- Terapie láskou
- Divoká stvoření jižních krajin
- Atlas mraků
- Nespoutaný Django
- Lincoln
- Bídníci
- Až vyjde měsíc
- 30 minut po půlnoci

### Nejlepší režisér
Ben Affleck – Argo
- Quentin Tarantino – Nespoutaný Django
- Steven Spielberg – Lincoln
- Kathryn Bigelowová – 30 minut po půlnoci
- Tom Hooper – Bídníci

### Nejlepší scénář
Lincoln – Tony Kushner
- Argo – Chris Terrio
- Terapie láskou – David O. Russell
- 30 minut po půlnoci – Mark Boal
- Looper – Rian Johnson

### Nejlepší herec v hlavní roli
Daniel Day-Lewis – Lincoln
- John Hawkes – Sezení
- Hugh Jackman – Bídníci
- Denzel Washington – Let
- Joaquin Phoenix – Mistr

### Nejlepší herečka v hlavní roli
Jennifer Lawrenceová – Terapie láskou
- Jessica Chastainová – 30 minut po půlnoci
- Emmanuelle Riva – Láska
- Naomi Wattsová – Nic nás nerozdělí
- Quvenzhane Wallis – Divoká stvoření jižních krajin

### Nejlepší herec ve vedlejší roli
Tommy Lee Jones – Lincoln
- Philip Seymour Hoffman – Mistr
- Matthew McConaughey – Bez kalhot
- Alan Arkin – Argo
- Javier Bardem – Skyfall

### Nejlepší herečka ve vedlejší roli
Anne Hathawayová – Bídníci
- Amy Adamsová – Mistr
- Judi Denchová – Skyfall
- Sally Fieldová – Lincoln
- Helen Hunt – Sezení

### Nejlepší dokument
Pátrání po Suger Manovi
- The House I Live In
- Podvodník
- Proti šikaně
- Královna Versailles z Las Vegas
- The Central Park Five

### Nejlepší animovaný film
Raubíř Ralf
- Rebelka
- Frankenweenie: Domácí mazlíček
- Norman a duchové
- Legendární parta

### Nejlepší kamera
Roger Deakins – Skyfall
- Claudio Miranda – Pí a jeho život
- Janusz Kamiński – Lincoln
- Danny Cohen – Bídnici
- Mihai Mălaimare Jr. – Mistr

### Nejlepší skladatel
Reinhold Heil, Johnny Klimek a Tom Tykwer – Atlas mraků
- John Williams – Lincoln
- Mychael Danna – Pí a jeho život
- Jonny Greenwood – Místr
- Danny Elfman – Hitchcock
- Thomas Newman – Skyfall
- Dan Romer a Benh Zeitlin – Divoká stvoření jižních krajin

### Nejlepší skladba
„Skyfall“ – Adele – Skyfall
- „Touch the Sky“ – Alex Mandel a Mark Andrews – Rebelka
- „Suddenly“ – Hugh Jackman, Claude-Michel Schonberg, Alain Boublil, Herbert Kretzmer – Bídnici
- „Song of the Lonely Mountain“ – Neil Finn – Hobit: Neočekávaná cesta
- „Learn Me Right“ – Mumford & Sons – Rebelka

### Nejhorší film
Můj otec je šílenec
- Anna Karenina
- Bitevní loď
- Prometheus
- Tři moulové

### Nejlepší cizojazyčný film
Holy Motors (Francie/Německo)
- Láska (Francie)
- Nedoknutelní (Francie)
- Královská aféra (Dánsko)
- Na dřeň (Francie/Belgie)

### Individuální ocenění
- Celoživotní ocenění: Robert Duvall
- Humanitární ocenění: Adam Yauch
- Ocenění za přispění ke kinematografii: Jeff Millar
- Ocenění za techniku: Hobit: Neočekávaná cesta